# 種子 (女優)
種子（たねこ、1969年7月24日 - ）は、日本の女優。神奈川県出身。尾木プロ THE NEXT所属。
特技はみこしかつぎ、セクシーダンス。
2024年6月現在、プロダクション尾木関連の公式サイトにプロフィールが無く、所属事務所等一切不明。

## 出演

### テレビドラマ
- 新・刑事吉永誠一（TX）
- 夫のカノジョ(TBS)
- 家族八景(TBS)
- これでいいのだ!!赤塚不二夫と二人の妻(NHK)
- 未来講師めぐる
- 愛の劇場「スイート10〜最後の恋人〜」
- 貧乏男子 ボンビーメン
- 正義の味方
- 月曜ミステリー劇場「早乙女千春の添乗報告書14 奥飛騨・下呂湯けむりツアー殺人事件」
- SPドラマ「ご近所探偵 TOMOE」（WOWOW）
- ラサール石井監督「Pな彼女・セシルの奇跡」総菜屋役
- 真珠夫人（CX）
- 古畑任三郎 S2第1話（通算第14回、1996年1月10日、フジテレビ） - 小清水の秘書 役
- 成田離婚（CX）
- 夜逃げ屋本舗（日テレ）
- ドウニチラブ（テレ東）
- こいまち（CX）
- ギフト（CX）
- プリズンホテル（テレ朝）
- 市原悦子ドラマシリーズ「私は引越し屋」シリーズ1、2、3弾（テレ東）
- 少年サスペンス「制服モデルの悲劇」（テレ朝）
- 火曜サスペンス劇場「佃次郎シリーズ」
- 花嫁の消えた森
- 月曜ドラマスペシャル「実演販売　轟安二郎」
- 郎続紀行（NHK-BS）
- お見合い結婚
- 花村大介
- ただいま満室
- 新宿救急暴走隊
- OLヴィジュアル系
- ハンドク
- Zap Enterteimento 2

### 映画
- !［ai-ou］（1991年1月26日、監督：堤ユキヒコ、東宝）
- 寝盗られ宗介（1992年10月3日、監督：若松孝二、松竹富士）
- 結婚・ウエディング
- リング・リング・リング 涙のチャンピオンベルト（1993年5月8日、監督：工藤栄一、東映）
- トカレフ（1994年3月5日、監督：阪本順治、アルゴ・ピクチャーズ）
- 我が人生最悪の時（1994年3月5日、監督：林海象、ヘラルド・エース／日本ヘラルド映画）
- 集団左遷（1994年10月29日、監督：梶間俊一、東映）
- きけ、わだつみの声 Last Friends（1995年6月3日、監督：出目昌伸、東映）
- エンドレス・ワルツ（1995年10月7日、監督：若松孝二、松竹／松竹富士） - エーコ 役
- トキワ荘の青春（1996年3月23日、監督：市川準、カルチュア・パブリッシャーズ）
- 美味しんぼ（1996年4月13日、監督：森﨑東、松竹） - 田畑絹江 役　※「種子正」名義
- 傷だらけの天使（1997年4月19日、監督：阪本順治、松竹／松竹富士）
- 学校の怪談4（1999年7月10日、監督：平山秀幸、東宝） - 仲居 役
- WiLD ZERO（1999年8月28日、監督：竹内鉄郎、ギャガ・コミュニケーションズ） - ハナコ 役
- セカンドチャンス エピソードIII（1999年11月27日、監督：富岡忠文、東映／シネカノン） - 緑 役
- ISOLA 多重人格少女（2000年1月22日、監督：水谷俊之、東宝）
- すずらん 〜少女萌の物語〜（2000年6月17日、監督：黛りんたろう、松竹）
- ざわざわ下北沢（2000年7月7日、監督：市川準、シネマ下北沢） - 絵画サークルの助手 役
- ゴジラ・モスラ・キングギドラ 大怪獣総攻撃（2001年12月15日、監督：金子修介、東宝） - ホステス 役[1]
- ファイナル・ロマンス 天若有情III（2002年1月26日、監督：麥兆輝（アラン・マック）、メディア・スーツ）
- Dolls（2002年10月12日、監督：北野武、オフィス北野／松竹） - 春奈の付き人 役
- ピカ☆ンチ LIFE IS HARDだけどHAPPY（2002年10月18日、監督：堤幸彦、ジェイ・ストーム）
  - ピカ☆☆ンチ LIFE IS HARDだからHAPPY（2004年3月1日、監督：堤幸彦、ジェイ・ストーム）
- ワイルド・フラワーズ（2004年4月17日、監督：小松隆志、東京テアトル／ザナドゥー）
- チェケラッチョ!!（2006年4月22日、監督：宮本理江子、東宝）
- キャタピラー CATERPILLAR（2010年8月14日、監督：若松孝二、若松プロダクション／スコーレ） - 弥生 役
- フリーキッチン（2015年11月28日、監督：中村研太郎、FUZZ FILM WORKS）

### Vシネマ
- バカヤロー!V2 私、問題です（1994年10月22日、バンダイビジュアル）
- 湘南爆走族（監督：小松隆志、徳間ジャパンコミュニケーションズ）
  - 湘南爆走族 帰ってきた伝説の5人（1997年2月21日）
  - 湘南爆走族2 熱闘!アルバイト大作戦（1998年2月6日）

### バラエティ
- カスペ！・志村けんのだいじょうぶだぁ春休みスペシャル2014
- 志村笑
- 志村軒

### CM
- もののけ姫DVD
- サントリーカクテルバー（動物園編・それぞれのクリスマス編）
- JOMOステーション
- ボンカレー（ラクロス編）
- パパラジーコム（飛び出すラテンギャル編）
- Perfec TV（お色気編）
- オムロン体温計（感じちゃったの涙編）
- 沢の鶴
- おかめ納豆
- 多摩テック

### ゲーム
- ユーラシアエクスプレス殺人事件 - 小比木玲子 役